# Agrypon angulatum
Agrypon angulatum är en stekelart som beskrevs av Dasch 1984. Agrypon angulatum ingår i släktet Agrypon och familjen brokparasitsteklar. Inga underarter finns listade i Catalogue of Life.